# 日新路站
日新路站是一个位于中华人民共和国云南省昆明市官渡区关上街道春城路日新立交桥南地下，属于昆明地铁1号线的地铁车站。本站自2014年4月30日开通运营。
该站曾因肺炎疫情于2020年1月30日停运，3月18日恢复运营。

## 车站楼层
| 地面层          | 街道                                     | A-B、D出入口                                       |
| 地下一层 站厅层 | 站厅                                     | 票务服务、自动售票机、一卡通充值、安检、进出站闸机 |
| 地下二层 站台层 |                                          | █ 1号线往北部汽车站（福德）                        |
| 地下二层 站台层 | 岛式站台，左侧開门                       |                                                    |
| 地下二层 站台层 | █ 1号线往大学城南/昆明南火车站（巫家坝） |                                                    |

## 出口
该站设有3个出口：
|                       | 编号   | 地点                           | 建议前往的目的地 | 照片 |
| 出口 · A              | 春城路 | 能投公司、官渡区房管局银苑小区 |                  |      |
| 出口 · B              | 春城路 | 日新小区、中铁八局、银海尚御   |                  |      |
| 出口 · D · 升降机标志 | 春城路 | 双凤村、公安小区               |                  |      |
| 註： 設有             |        |                                |                  |      |